# Kesnyő
Kesnyő (szlovákul Kšinná) község Szlovákiában, a Trencséni kerületben, a Báni járásban.

## Fekvése
Bántól 14 km-re északkeletre, a Radisa-patak partján fekszik.

## Története
A mai község területén a kőkorszakban a lengyeli kultúra települése állt. A korai bronzkorban a lausitzi kultúra népe élt itt, melynek temetőjét is megtalálták. A falu területén már a 8. században szláv erődítmény állt, a 13. században ennek közepén vélhetően a gróf Cseszneky család román stílusban épült templomot emeltetett.
A mai települést 1352-ben „villa Xinna” néven említik először. 1382-ben „Kessyna”, 1485-ben „Ksyna”, 1598-ban „Ksynna” alakban említik. A zayugróci uradalomhoz tartozott. 1598-ban 39 háza volt. 1720-ban 2 malom és 20 adózó porta állt a településen. 1784-ben 81 házában 133 család és 716 lakos élt.
A 18. század végén Vályi András így ír róla: „KSINNA. Tót falu Trentsén Várm. földes Ura G. Kollonics Uraság, lakosai katolikusok, és evangelikusok, fekszik Zay Ugrócznak szomszédságában, és annak filiája, határja ishozzá hasonlító.”
1828-ban 71 háza és 841 lakosa volt, akik főként mezőgazdasággal, favágással, juhtenyésztéssel foglalkoztak. A 19. században két szeszfőzde is üzemelt a községben.
Fényes Elek 1851-ben kiadott geográfiai szótárában így ír a faluról: „Ksina, Trencsén, most A. Nyitra v. tót falu, Nyitra vmegye szélén: 29 kath., 743 evang., 8 zsidó lak., kath. fil., evang. anyatemplommal. Nagy és szép erdővel bir; legelője a hegyeken elég. Ugróczi urad. tartozik. Ut. post. Nyitra-Zsámbokrét.”
A trianoni diktátumig Trencsén vármegye Báni járásához tartozott.
1944-ben területén élénk partizántevékenység folyt. 1944 november 21-én a német Edelweis egység 18 zsidó származású lakost hurcolt el innen. 1945 januárjában egy SS-kommandó ütött rajta a falun.

## Népessége
| Év:            | 1994. | 2004.    | 2014.   | 2024.   |
| -------------- | ----- | -------- | ------- | ------- |
| Emberek száma: | 609   | 545      | 519     | 475     |
| Eltérés:       |       | -10,50 % | -4,77 % | -8,47 % |

| Év:            | 2023. | 2024.   |
| -------------- | ----- | ------- |
| Emberek száma: | 478   | 475     |
| Eltérés:       |       | -0,62 % |

1880-ban 899 lakosa volt. Bánzaboson 371 szlovák anyanyelvű élt.
1910-ben 1281-en lakták, ebből 1265 szlovák, 13 német és 3 magyar anyanyelvű volt.
1930-ban 1342 lakosából 1341 csehszlovák és 1 német volt.
1970-ben 923 lakosából 922 szlovák és 1 ismeretlen nemzetiségű volt. Bánzaboson 298 szlovák élt.
2001-ben 550-en lakták, ebből 547 szlovák és 1 magyar volt.
2011-ben 504 lakosából 490 szlovák volt.

## Nevezetességei

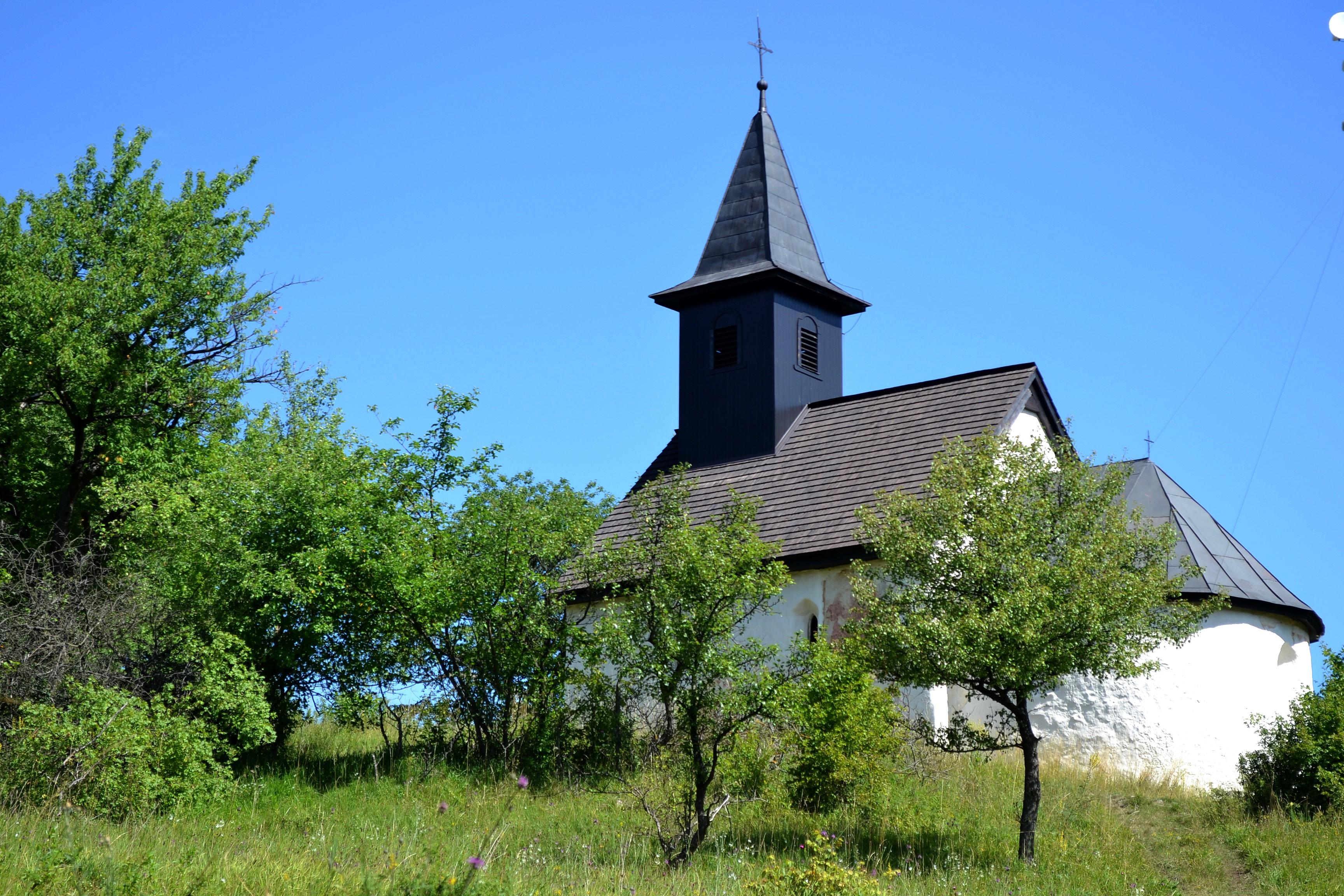
Szent Kozma és Damján templom
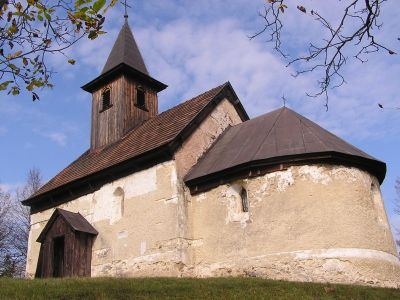
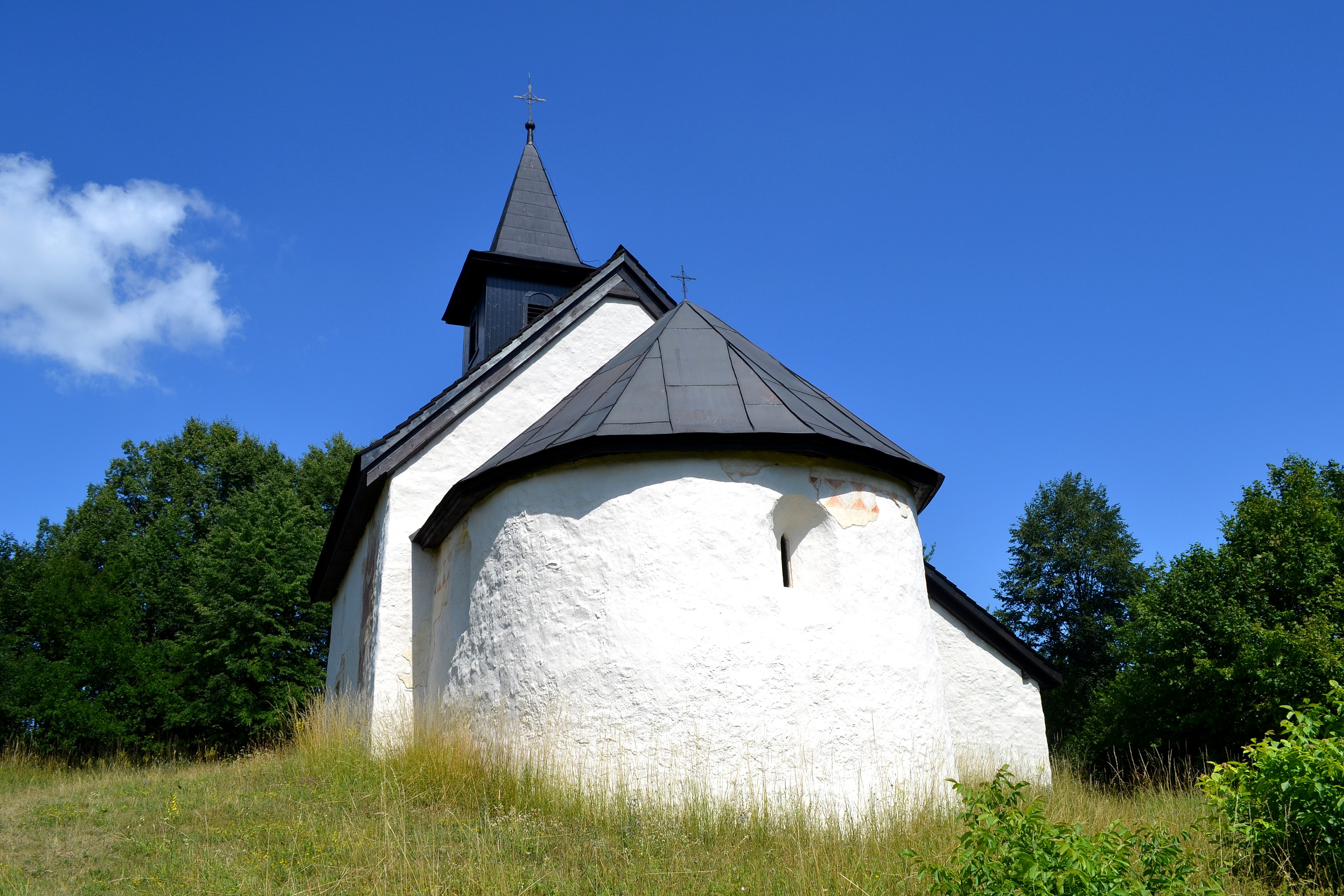
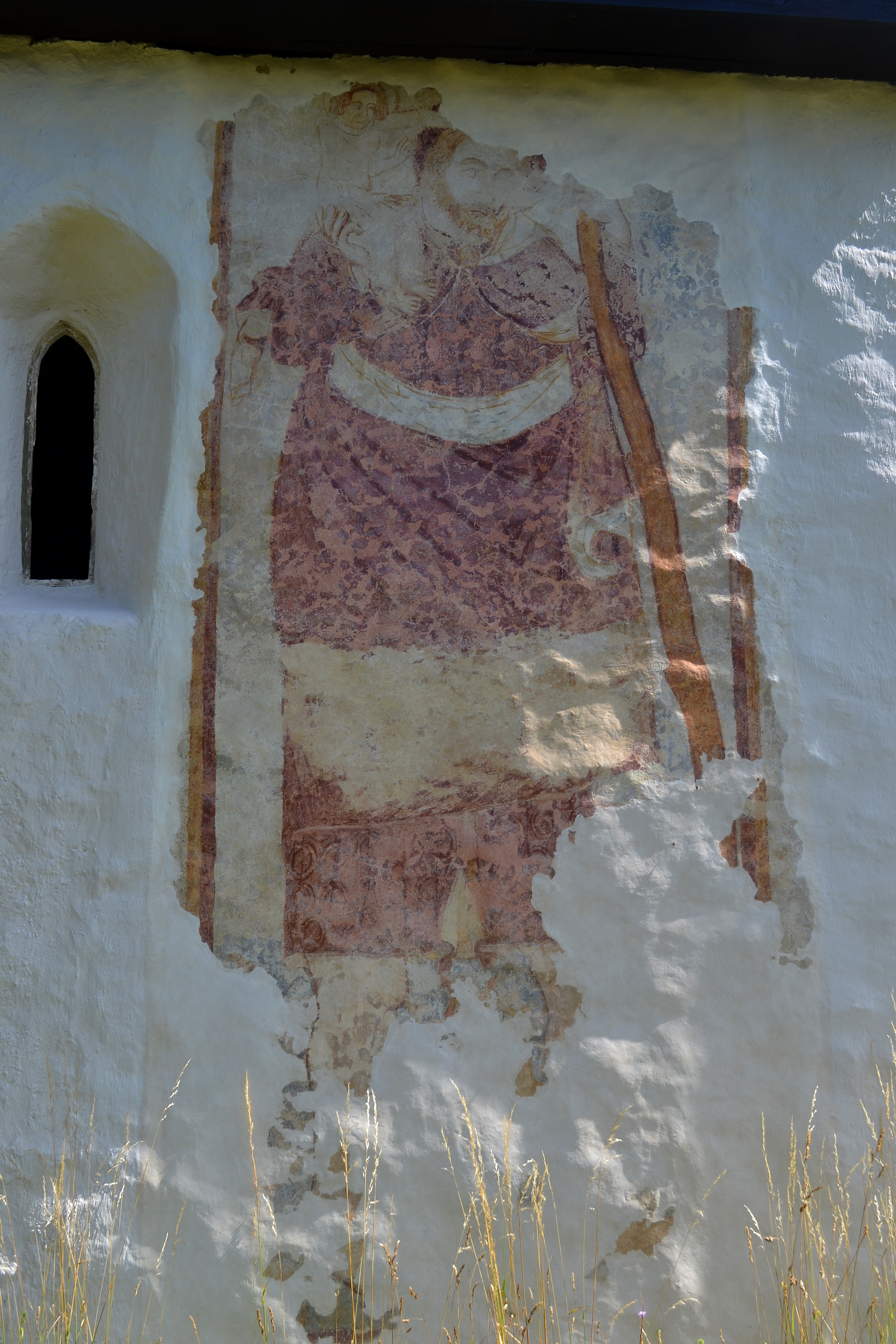
freskó
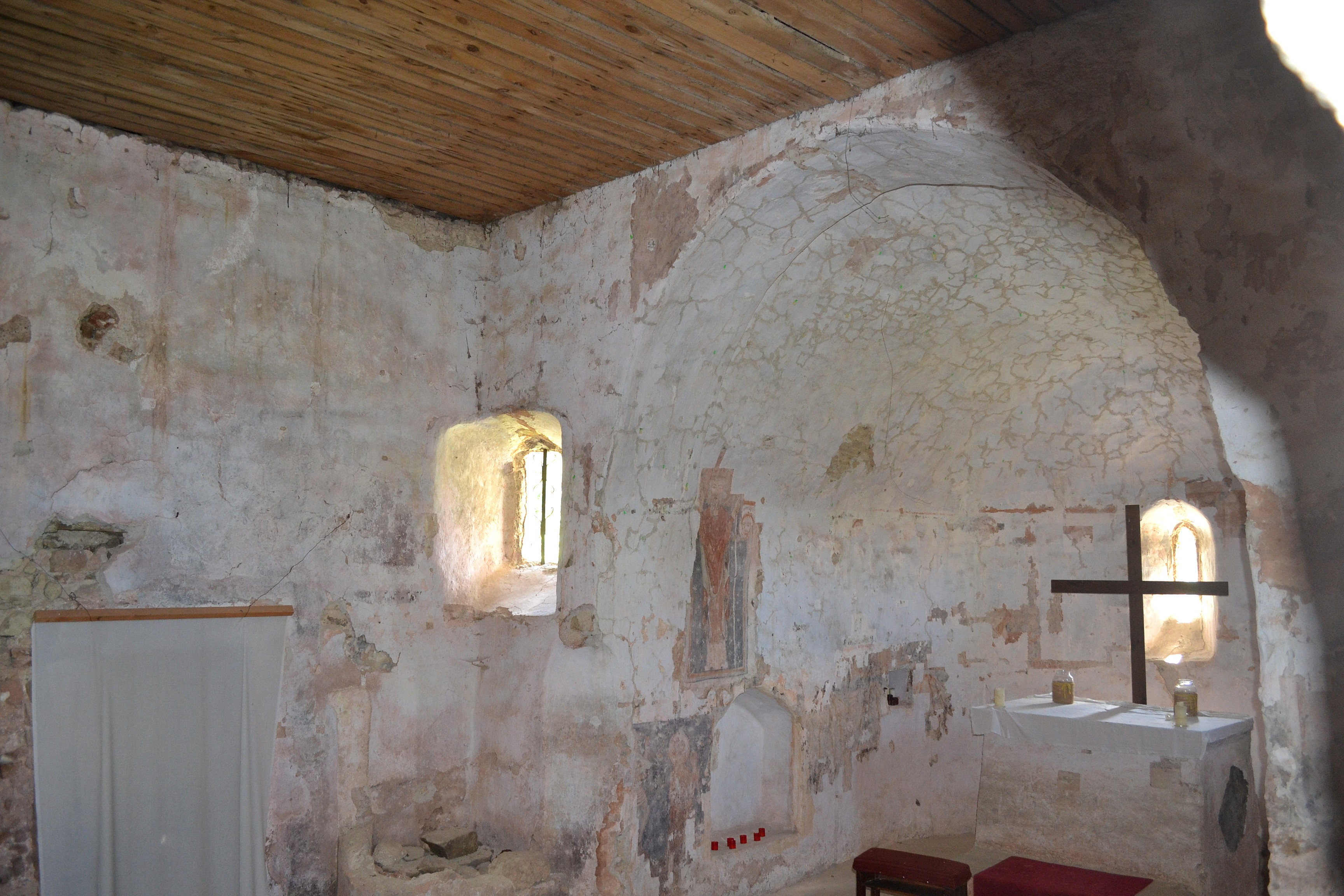
templombelső
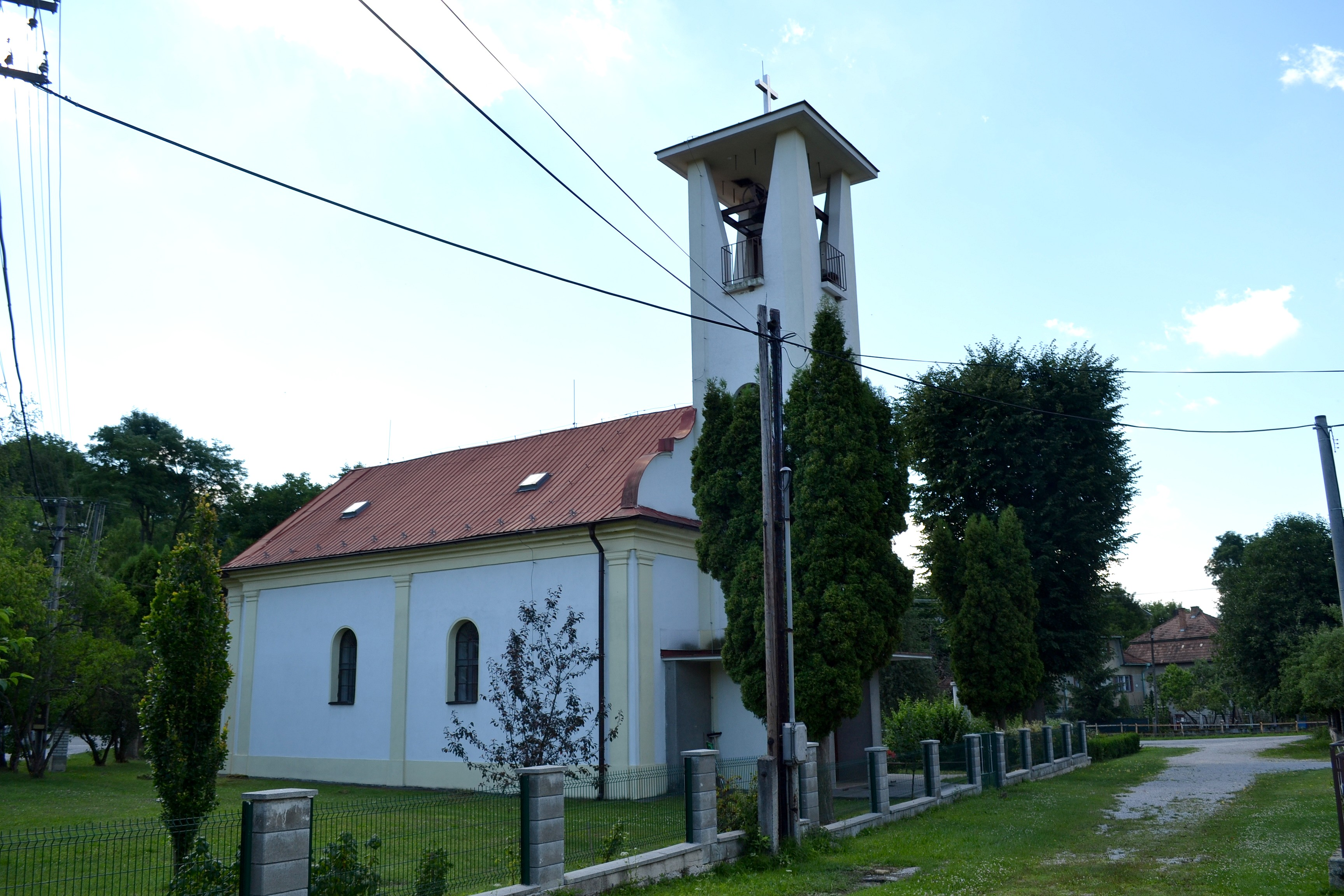
Evangélikus templom
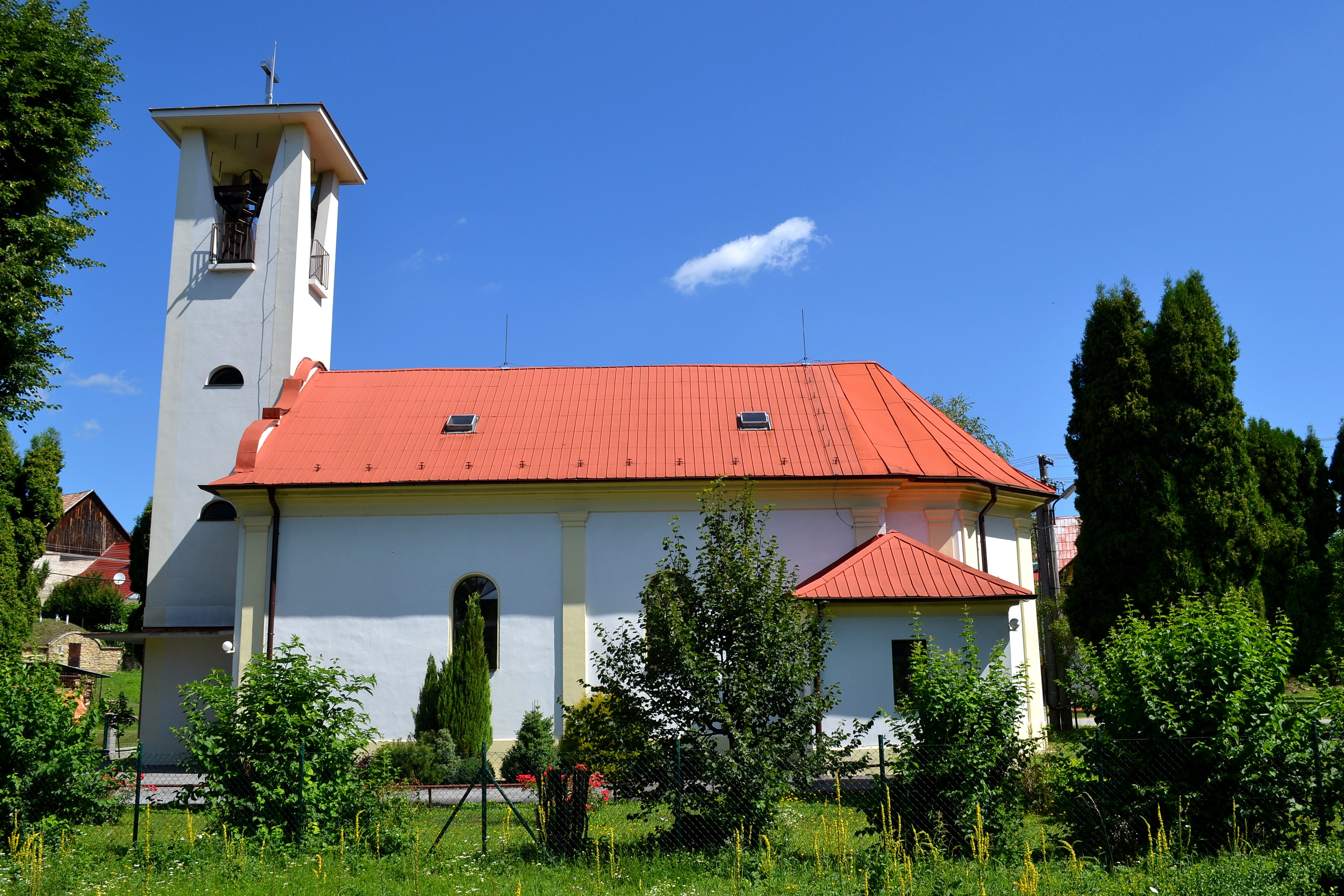
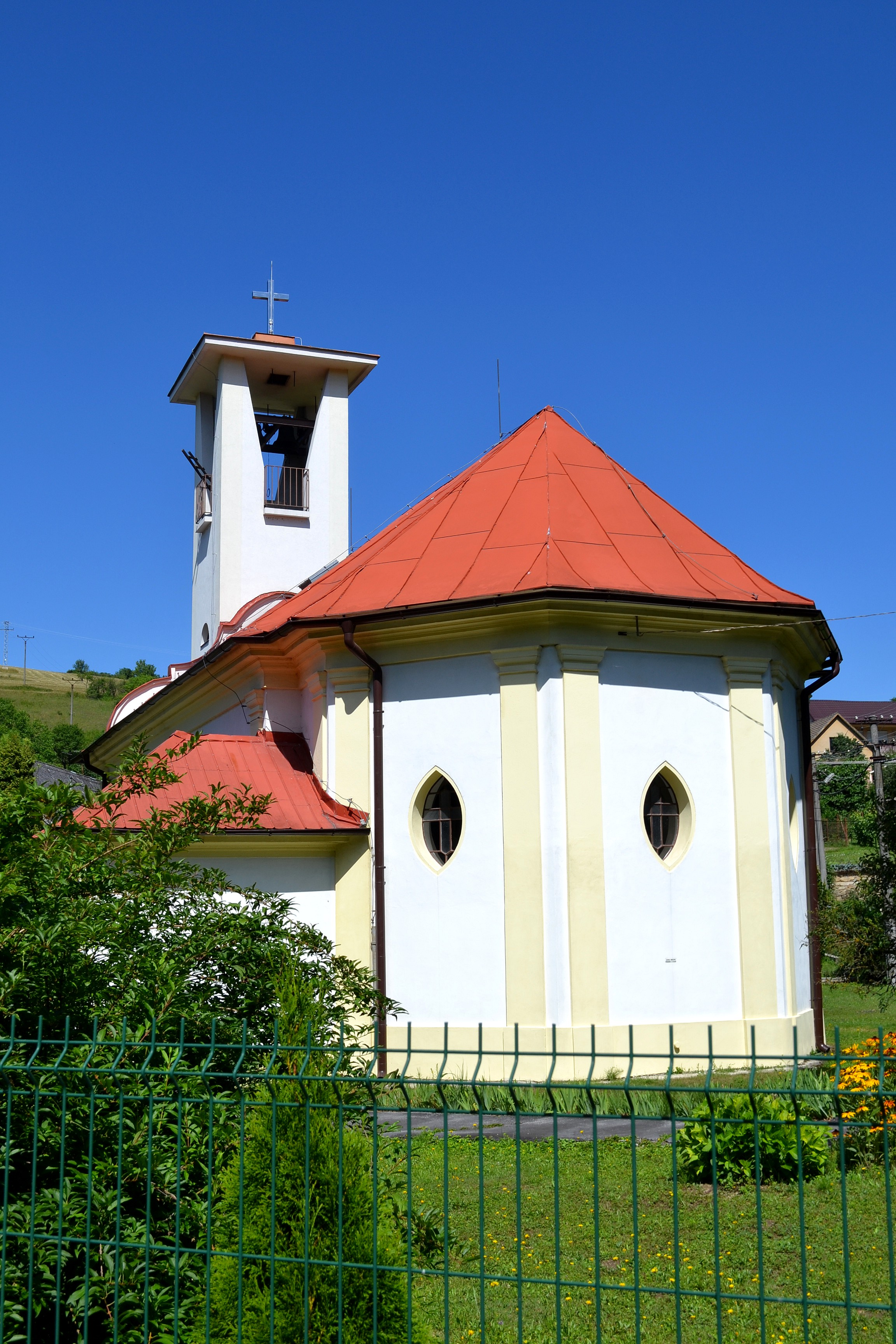
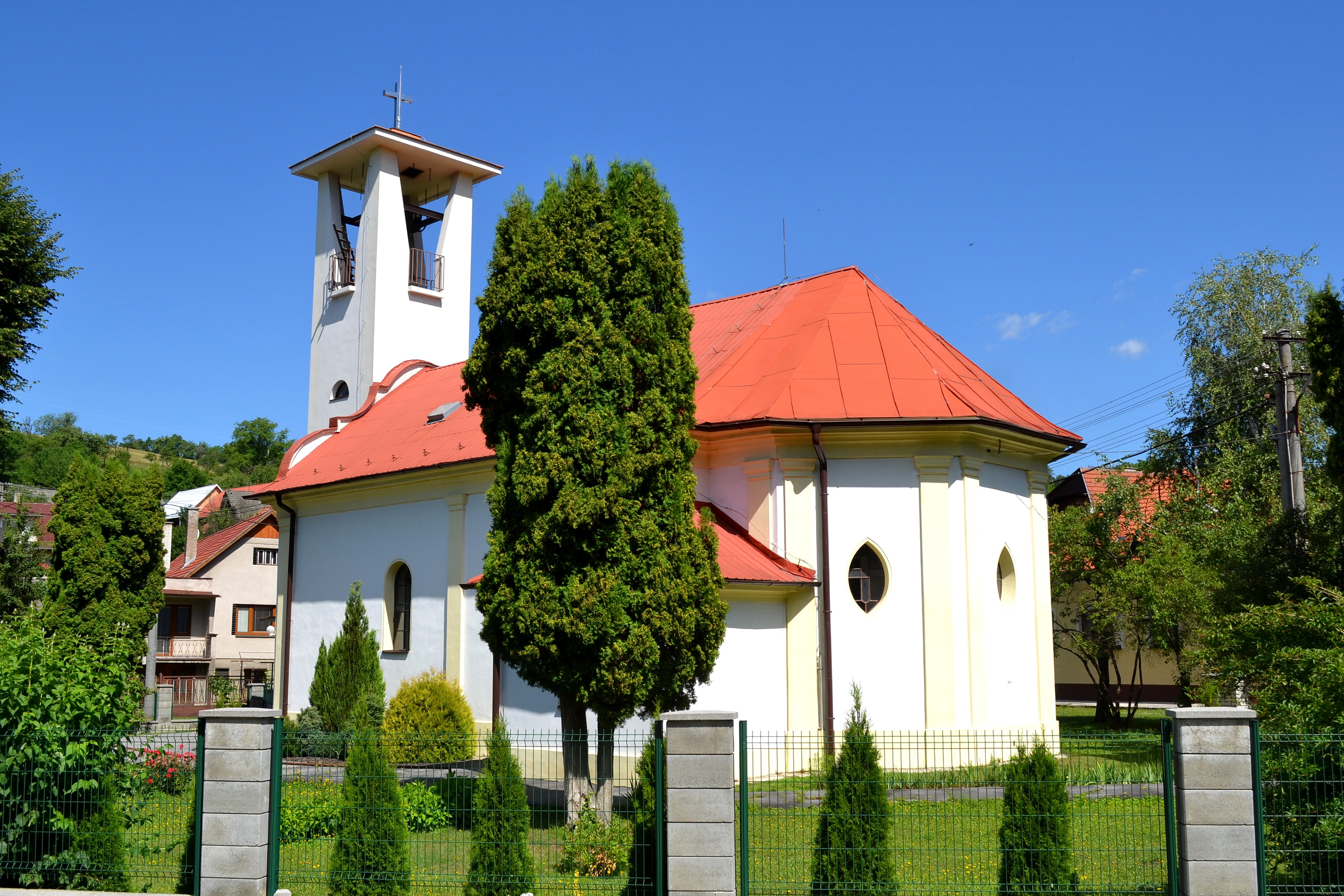

- Római katolikus temploma a 13. század közepén épült román stílusban. Harangtornya a 19. század elején épült. Szószéke román, keresztelőmedencéje gótikus stílusú.
- Evangélikus temploma 1814-ben épült.
- Bukovina népi együttes.